# Rakovszky István (belső tanácsos)
Nagyrákói és kelemenfalvi Rakovszky István Antal Károly (Kocsóc, 1847. szeptember 26. – Budapest, 1910. március 4.) magyar politikus, országgyűlési képviselő és belső titkos tanácsos, az Állami Számvevőszék, valamint a párbajellenes szövetség elnöke.

## Élete

### Származása és ifjúkora
Rakovszky István ősi magyar nemesi famíliából, a Rakovszky család főágából származott. Nagyrákói és kelemenfalvi Rakovszky Károly (1814–1891) és hanzlikfalvi Vagyon Judit (1813–1875) második gyermeke. A családnak összesen hat gyermeke volt, négy fiú és két leány. Rakovszky István keresztapja Marczibányi Antal volt. Ötéves korától fogva Pesten élt, gimnáziumi és jogi tanulmányait is itt végezte, emellett pedig külföldre – Franciaországba, Németországba és Angliába – tett tanulmányutakat. 1869-ben, a honvédség felállításakor látáshibája ellenére „saját felelősségre” soroztatta magát, és a tiszti vizsga letétele után hadnagyi rangra emelkedett. Tekintettel a Bosznia okkupációja miatt kialakult feszült helyzetre, Rakovszky István a kötelező szolgálati időn túl, egészen 1884-ig maradt a hadsereg kötelékében.
Fiatalon került az Ökröss Bálint által szerkesztett Jogtudományi Közlöny munkatársai közé; 1867-es, A királynék koronázásáról írt történeti és jogi tanulmányát a szerkesztőség külön is kiadta. Emellett politikai hírlapok számára is írt cikkeket, hosszabb ideig volt a Hon rendes munkatársa; valamint szépirodalmi művel fordításával is foglalkozott. A Köztelek rovatvezetője, míg a Közigazgatási Lapoknak, a Nemzetnek, a Zenészeti Lapoknak és a Pallas Nagy Lexikonának munkatársa volt. Politikai szerepvállalásával párhuzamosan Rakovszky István megszűnt az újságok rendes munkatársa lenni, ám egyes tanulmányai és cikkei továbbra is megjelentek a sajtóban, például a Budapesti Szemlében.

### Politikai szerepvállalása
1869-ben Pest vármegye tiszteletbeli aljegyzőjévé választották, s mint ilyen ő lett a megye első tiszteletbeli tisztviselője. Egy évvel később már rendes aljegyzőként dolgozott; néhány indítványa és kezdeményezése – úgymint például a bukovinai csángók hazatelepítésének eszméje és Petőfi szülőházának megvétele – szélesebb körben is visszhangot kapott. 1877 végén egészségügyi okokból leköszönt aljegyzői és tiszteletbeli főjegyzői posztjáról, azonban a vármegye legfontosabb bizottságainak továbbra is tagja maradt. 1877–78 során elvállalta az 1878-as párizsi világkiállítás magyar országos bizottságának igazgatói és titkári tisztségét.

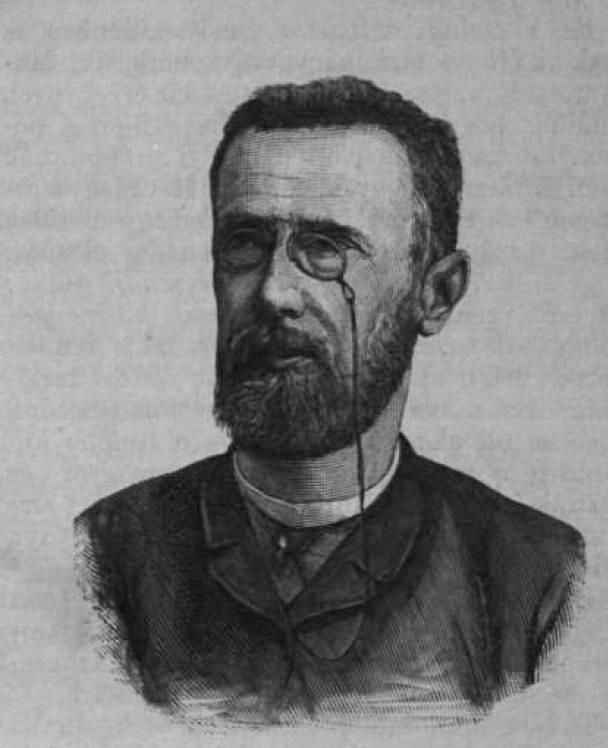
Rakovszky István (Vasárnapi Ujság, 1889)

1878-ban a ráckevei kerület, 1881-ben pedig a Turóc vármegyei szucsányi kerület országgyűlési képviselőjének választották meg a Szabadelvű Párt jelöltjeként. Azért, hogy Turóc vármegyében megértethesse magát a nemzetiségekkel is, megtanult szlovákul. Rakovszky István emellett a belügyi és honvédelmi tárgyak előadójaként bekerült az országgyűlés pénzügyi bizottságába is, tíz éven keresztül a ház jegyzőjének feladatait is ellátta, valamint a hadügyi albizottság előadójaként a honvédség rendes és rendkívüli költségvetéséről és a megszállott tartományok ügyeiről készített jelentéseket. Ezeken kívül számos más állandó és ideiglenes bizottság tagja volt, így több felirati bizottságnak és a horvátországi regnikoláris bizottságnak; 1887-től a zárszámadási bizottság elnöke volt.
1893-ban a képviselőház és a főrendiház Rakovszky Istvánt jelölte az Állami Számvevőszék élére, így megkapta annak elnöki tisztjét. Nevéhez köthető az 1897. évi XX. törvénycikkely, valamint a kormány kezelésében és igazgatása alatt álló alapítványok rendezésének és számvevőszéki ellenőrzésének újabb módszerei. A közel három évig tartó előkészítő munkálatokat egy, a minisztériumok és a számvevőszék kiküldötteiből felállított szaktanács végezte el, melynek élén Rakovszky István állt; a szaktanács 1899-ben nyújtotta be a rendezésre tett végleges javaslatot. 1903. március 26-án a tisztikar megfestette életnagyságú arcmását azt megemlékezendő, hogy a számvevőszék elnöki tisztségét tizedik éve töltötte be.
Rakovszky István részt vett az 1896-os millenniumi ünnepségek, valamint az 1900-as világkiállítás szervezésében több szakosztály tagjaként. 1899-ben a fővárosban tartott nemzetközi gyermekvédő kongresszusnak, illetve az ezt előkészítő bizottságnak volt az elnöke. 1897. április 6-án a közéletben közel harminc éven át kifejtett eredményes tevékenysége elismeréséül valóságos belső titkos tanácsosi méltóságot kapott. A politika mellett a közéletben is tevékeny szerepet vállalt: számos jótékony és közhasznú egylet létesítőinek s vezértagjainak sorában volt – úgymint a népoktatási körnek, a rabsegélyező egyesületnek, a siketnémákat, vakokat és fogyatékos érzékűeket gyámolító egyesületnek, a képzőművészeti társulatnak és az országos vadászati védegyesületnek. A magyarországi szabadkőművesség munkájában aktív szerepet vállalt, a nagypáholynak huzamosabb ideig helyettes nagymestere, majd nagymestere volt. Az első hazai takarékpénztár igazgatósági tagja, továbbá a Pallas nyomdai részvénytársaság elnöke is volt, ezen állásokról azonban számvevőszéki elnökké történt kinevezése után lemondott.
A Szabadelvű Párt 1884. évi naptárjában a róla szóló életrajzi összefoglaló szerint Rakovszky István „mint szónok egyike a legjelesebbeknek. Kitűnő munkaerő. Gyorsan és sokat dolgozik s a mellett jól. Készültség tekintetében is a ház legtanultabb tagjai közé tartozik.”

### Házassága és gyermekei
Rakovszky István és szilasi és pilisi Szilassy Ida (1851–1913) 1872. december 6-án házasodtak össze a fővárosban. Kapcsolatukból tíz gyermek született – köztük egy ikerpár is –, azonban elsőszülött fiuk kisgyermekként elhalálozott:
- Judit (1873–1952), férje bárczai Bárczay Gyula
- Etelka (1874–1928), brünni alapítványi hölgy, Magyarország első teniszbajnoknője
- Ida (1876–1963), férje zsarolyáni Márton Lajos, régész, a Magyar Nemzeti Múzeum címzetes főigazgatója
- Endre (1878–1881)
- Márta (1881–1936), férje hanzlikfalvi Vagyon Árpád
- Mária (1883–1935)
- Iván (1885–1960), országgyűlési képviselő és belügyminiszter (1922–1926), a Közmunkák Tanácsának elnöke, majd a Lakatos-kormány szervezője és terv-szerinti helyettes-miniszterelnöke; felesége csikszentmihályi Sándor Jolán
- István (1885–1953), a Magyar Teniszszövetség elnöke; első felesége Strauss Katalin, második felesége vágvecsei Wellisch Marianna
- László (1889–1970), tüzérfőhadnagy és vármegyei aljegyző; felesége pacséri Csillaghy Anna
- Menyhért (1894–1959), törvényszéki bíró.

Rakovszky István 1910. március 4-én halt meg szívszélhűdésben. Temetéséről az Állami Számvevőszék gondoskodott: „Átmeneti kiadások: XV. fejezet. A kimutatott 3.448 K 06 f. előirányzat nélküli kiadás néhai Rakovszky István, az állami számvevőszék volt elnöke eltemetésének költségeire utalványoztatott azért, mert az állami számvevőszék tanácsülése, tekintettel az elhunyt elnök érdemeire, annak az állam költségén való eltemettetését határozta el.”
1913-ban, felesége halála után, holttestét és elsőszülött gyermeküket a nagyrákói családi kriptában helyezték végleges nyugalomra.

## Munkássága

### Cikkei
- a Jogtudományi Közlönyben
  - A franczia iskola befolyása a XIX. század jogfejlésér (Ledru-Rollin után; 1866)
  - Az őskor jogtörténelmi és nemzetközi viszonyai (Laurent F. után; 1866)
  - A magyar királynék koronázásáról (1867)
  - A polgári törvényhozás az új olasz királyságban (1867)
- a Fővárosi Lapokban (1867)
  - Röpke levelek utamból
  - Bécsből
  - München
  - Münchenből Párisig és vissza
- a Honban
  - József nádorról és a vakokról (1869, 95. sz.)
- a Budapesti Szemlében
  - A keleti kérdés a népjog szempontjából (1879. 7. évf. 19. köt., 38. sz. 407–418. old.)
  - A délafrikai bonyodalmak (1879. 7. évf. 20. köt., 40. sz. 416–428. old.)
- a M. Dohány Újságban
  - Javítsuk a minőséget
  - A dohány minőségének javításáról

### Munkái
- Zadig vagy a végzet. Keleti történet. Írta Voltaire, ford. Pest, 1870. (Előbb az Ellenőrben).
- Margit vagy a kettős szerelem. Írta Mme Emile de Girardin. Ford: Uo. . 1872.
- Kedvencz eszmék. Bpest, 1874.
- A ráczkevei választókerület választóihoz, Uo. 1878. (Németül. Uo. 1878.).
- Kinevezés-e vagy választás? Uo. 1879.
- Országgyűlési beszédei a Naplókban vannak.
- A magyar nyelv tanitása a népiskolákban, 1879